# 田仲敦子
田仲 敦子（たなか あつこ、1984年10月21日 - ）は、熊本市出身の元女子競輪選手。日本競輪学校（当時。以下、競輪学校）第104期生。現役時代は日本競輪選手会熊本支部所属、ホームバンクは熊本競輪場。旧姓、手柴（てしば）。

## 来歴
中学2年のときにショートトラックスピードスケートをはじめ、熊本市立千原台高等学校時代に国民体育大会に出場。その後、熊本県立保育大学校に進んだが、保健体育の教員を目指すべく、名桜大学に編入学。同校の自転車競技部に入部し、大学4年のとき、全日本大学対抗選手権自転車競技大会（インカレ）のポイントレースで3位に入った。
大学卒業後、臨時採用ではあるが、沖縄県立北中城高等学校の保健体育教諭として教鞭を執ることになった。そして同校の自転車競技部の顧問に就任。その後、女子競輪が復活するという話を聞いて興味を持つ事となり、競輪学校第102回試験を受験するも不合格。この結果を受けて教諭職を辞して西島聡一（56期）に師事し、同校104回試験に挑んだ。2011年12月16日、競輪学校第104回（女子第2回、技能）試験に合格。
競輪学校入学後はヘルニアの罹患や内視鏡手術を受けたこともあり、満足な在校競走成績は挙げられず、18人中16位（1勝）の成績で卒業。
2013年5月11日、手柴 敦子として松戸競輪場でデビューし7着。初勝利は同年9月9日の豊橋競輪場で挙げた。そして同年12月8日、いわき平競輪場で初優勝を果たした。
2015年末に結婚。2016年4月25日、現姓に合わせた田仲 敦子（たなか あつこ）に登録名を変更。
2022年7月13日の高松FII（モーニング）最終日第7レース（決勝）で落車。担架で病院に搬送されたが、骨折はなかったものの頭の中が軽く出血していたため、以降のレースは欠場し療養することとなった。ただ、一時的に日常生活にも影響を及ぼすほどの障害が残ってしまい（その後は回復）、その後遺症によりレース復帰が叶わず、代謝制度の対象となったこともあり、そのまま現役引退。
2024年1月19日、選手登録消除。通算戦績は672戦21勝、優勝1回。引退直後は選手会熊本支部の手伝いをしていたが、のちJKAのスタッフとして熊本競輪場にて業務をこなしている。